# Врсар
Врсар (хорв. Vrsar) — хорватське курортне місто, розташоване в західній частині Істрії біля Адріатичного узбережжя. Відоме також під своєю італійською назвою — Орсера (італ. Orsera).

## Історія
Історія міста сягає своїм корінням в епоху Стародавнього Риму, коли на місці сучасного міста Врсар розташовувалося давньоримське місто Урсарія, і цю назву місто зберігало до Середніх віків. Деякі лінгвісти вважають[джерело?], що ця назва утворилася від слова «ur» (джерело) однією зі стародавніх середземноморських мов. Стародавні моряки, зупинившись на західному узбережжі Істрії, взяли питну воду з джерела і дали цьому місцю ім'я Ursaria. Також прослідковується зв'язок із лат. ursus «ведмідь», що відображено в гербі міста. Врсар за часів Римської імперії являв собою дуже важливий центр виробництва сільськогосподарської та тваринницької продукції (вино, олія, сир, м'ясо …). Розташування поруч з Равенною (на протилежній стороні Адріатичного моря) сприятливо впливало на розвиток торгівлі у Врсарі.
У II—III століттях на Врсар поширюється нова релігія — християнство. Разом із Поречом і Пулою, Врсар у IV столітті став важливим центром раннього християнина.
У другій половині V століття (476) до Західної Римської імперії і Істрії прийшли загарбники — готи. Візантійський імператор Юстиніан I (527—565) здобув перемогу над готами і приєднав Істрію (538) до Східної Римської імперії (Візантії). Візантійською Істрія залишалася до кінця восьмого століття. Історичних даних про Врсар в ранньому середньовіччі було дуже мало. Врсар згадується в деяких документах з VI століття як важливе місце рибної ловлі.
Наприкінці VI і на початку VII століть до візантійської Істрії (від своєї первісної батьківщини, Карпат) прийшли слов'яни. У період між 599 і 611 роками вони взяли і зруйнували місто. Наявність хорватів у Врсарі в раннє середньовіччя підтверджується археологічними знахідками слов'янської кераміки.
Візантійське панування була перервано на короткий час вторгненням лангобардів (751—774). Наприкінці VIII століття (788) Істрія була завойована франками і стала частиною великої держави франкського завойовника Карла Великого.
Франки ввели феодальний лад і феодальне володіння слов'янських селян. З початку IX століття у політичному житті Істрії починають відігравати важливу роль дворяни німецького походження. У зоні між річкою і каналом Мирна Лім розташовувалася Порецька єпархія (заснована у другій половині третього століття). З 983 до 1778 року Врсар перебував під владою Порецького єпископства та був його адміністративним центром.
Західне узбережжя Істрії було місцем зіткнення економічних і політичних інтересів Венеції і патріарха Аквілеї. У тривалій боротьбі Порецькі єпископи були наполегливими, і, таким чином, майже на вісім століть зберегли контроль над цією місцевістю.
В епоху Відродження та бароко інтенсивно експлуатувалися Врсарські кар'єри. Високоякісний камінь був експортований до Венеції на будівництво палаців, церков і мостів. У період з XV до XVII століття Врсар неодноразово потерпав через чуму.
У XVIII столітті двічі (у 1743 і 1744 роках) Врсар відвідав італійський авантюрист і письменник Джакомо Казанова, що він описав у своїх знаменитих мемуарах.
У 2-й половині XVIII століття (1778) венеційський сенат скасував володіння церкви у Врсарі, тому він підпадає під пряме правління венеційського дожа. За конфісковані володіння венеційською владою Порецькій єпархії виплачується відшкодування.
З 1797 до 1805 року Істрія перебувала під владою Австрії. На початку грудня 1805 року Наполеон під Аустерліцем переміг австро-прусську армію, й Істрія стала частиною Франції. Після розгрому Наполеона на європейських полях, 3 1813 до 1918 року вона повернулась під владу Австрії.
До XIX столітті Врсар був маленьким сільським муніципалітетом у районі міста Пореч. У XIX ст. місто почало розширюватися за межі його старих стін, у затоці був побудований причал. На схилах пагорба за старим містом Врсара зводяться нові будинки.
Перша світова війна змінила політичну ситуацію в Істрії. На момент розпаду Австро-Угорської монархії італійська армія окуповує півострів Істрія, і він входить до складу Італії (1918—1943).
Після війни італійці скористалися слабкістю новоствореної Югославії та договором в Рапалло (1920) забезпечили собі законне право на Істрію. Під час італійської окупації хорватам і словенцям в Істрії було дуже важко. Ситуація погіршилася особливо після приходу до влади фашистів на чолі з Беніто Муссоліні (1922). Використання хорватської та словенської мов було суворо заборонено. Існував план насильницького переміщення населення в італійські колонії в Африці.
Друга світова війна привела до радикальних політичних змін на півострова Істрія. У квітні 1941 року Гітлер і Муссоліні вдерлися до Югославії. Хорвати й словенці зі зброєю в руках постали проти італійських фашистів.
Після звільнення почалася довга дипломатична боротьба за Істрію між Югославією та Італією. За Паризьким мирним договором 1947 р. Істрія стала частиною Республіки Хорватія у складі Югославії, а з 1991 року — частиною незалежної Хорватії.
До закінчення Другої світової війни переважну частину населення міста і околиць становили італійці, які покинули Істрію, після того, як вона відійшла Югославії.
З 1960-х роках Врсар перетворився на відомий туристичний центр. Тут один з перших і найважливіших європейських нудистських пляжів.

## Населення
Населення громади за даними перепису 2011 року становило 2162 осіб. Населення самого поселення становило 1771 особа.
Динаміка чисельності населення громади:
Динаміка чисельності населення центру громади:

## Населені пункти
Крім поселення Врсар, до громади також входять:
- Беги
- Браличі
- Деличі
- Фленги
- Градина
- Клоштар
- Контешичі
- Мараси

## Клімат
Середня річна температура становить 14,21 °C, середня максимальна — 26,96 °C, а середня мінімальна — 1,09 °C. Середня річна кількість опадів — 804 мм.
| Клімат поселення                              | Клімат поселення | Клімат поселення | Клімат поселення | Клімат поселення | Клімат поселення | Клімат поселення | Клімат поселення | Клімат поселення | Клімат поселення | Клімат поселення | Клімат поселення | Клімат поселення | Клімат поселення |
| Показник                                      | Січ.             | Лют.             | Бер.             | Квіт.            | Трав.            | Черв.            | Лип.             | Серп.            | Вер.             | Жовт.            | Лист.            | Груд.            |                  |
| Середній максимум, °C                         | 9,92             | 10,22            | 13,23            | 16,88            | 21,82            | 26,05            | 26,96            | 26,67            | 22,17            | 18,04            | 13,24            | 9,84             |                  |
| Середня температура, °C                       | 5,49             | 5,80             | 8,80             | 12,47            | 17,42            | 21,65            | 23,97            | 23,68            | 19,18            | 15,05            | 10,23            | 6,85             |                  |
| Середній мінімум, °C                          | 1,09             | 1,38             | 4,40             | 8,04             | 13,00            | 17,22            | 20,97            | 20,68            | 16,19            | 12,05            | 7,24             | 3,84             |                  |
| Норма опадів, мм                              | 58               | 48               | 56               | 64               | 60               | 69               | 46               | 71               | 79               | 93               | 90               | 70               |                  |
| Середньомісячна швидкість вітру, м/с          | 2.40             | 2.60             | 2.70             | 2.70             | 2.40             | 2.36             | 2.36             | 2.30             | 2.40             | 2.60             | 2.69             | 2.58             |                  |
| Середньомісячна сонячна радіація, кДж/м²·день | 4456             | 7410             | 10810            | 15414            | 19659            | 21540            | 22703            | 19498            | 14342            | 9107             | 4945             | 3807             |                  |
| --------------------------------------------- | ---------------- | ---------------- | ---------------- | ---------------- | ---------------- | ---------------- | ---------------- | ---------------- | ---------------- | ---------------- | ---------------- | ---------------- | ---------------- |
| Джерело:                                      |                  |                  |                  |                  |                  |                  |                  |                  |                  |                  |                  |                  |                  |

## Пам'ятки
Крім своїх пляжів, готельних комплексів, кафе і ресторанів, у місті є велика кількість важливих історичних пам'яток, які приваблюють численних туристів до міста. Від Стародавнього Риму в місті залишилися склади, вілли, громадські будівлі й кладовище, які були знайдені під час археологічних досліджень наприкінці 1920-х років. Склади являють собою велику (70 м у довжину) прямокутну будову, що підтверджує той факт, що Урсарія була важливим торговим центром Істрії в давнину. Поблизу гавані були знайдені залишки давньоримського кладовища, з урнами з попелом померлих, і надгробна плита, які відносяться до 2-го століття н. е.
Церква Святої Фоски була побудована в епоху Відродження, про що свідчить її архітектура у стилі ренесансу з деякими бароковими деталями. Головною визначною пам'яткою цієї церкви є картина «Мучеництво Святої Фоски», яка датується XVII століттям.
Середньовічним пам'ятником є також романська базиліка Пресвятої Діви Марії, зведення якої відноситься до XII століття. Вважається, що перша церква на місці сучасної базиліки була побудована в VIII столітті, і до XII вона набула сучасного вигляду. Раніше ця базиліка була відома своїми фресками і картинами на релігійну тематику, які були створені переважно венеційськими майстрами, проте велика частина картин і статуя Діви Марії XIV століття були вкрадені.